# زویی میلر
زویی میلر (انگلیسی: Zoe Miller؛ زادهٔ ۱۷ نوامبر ۱۹۷۵) بازیکن فوتبال اهل نیوزیلند است.
از باشگاه‌هایی که در آن بازی کرده‌است می‌توان به اشاره کرد.
وی همچنین در تیم ملی فوتبال زنان نیوزیلند بازی کرده‌است.